# Rifugio Giovanni Bertacchi
Das Rifugio Giovanni Bertacchi (deutsch Bertacchihütte) ist eine Schutzhütte der Sektion Vallespluga des Club Alpino Italiano. Sie liegt auf 2175 m s.l.m. in den Platagruppe, auf der italienischen Seite des Pass da Niemet, im Val San Giacomo.

## Geschichte
Die Hütte befindet sich in der Nähe des Emet-Sees und 20 Gehminuten unterhalb des Niemetpasses 2295 m s.l.m. Sie ist nach Giovanni Bertacchi benannt, einem Dichter aus dem Valchiavenna. Die Hütte eignet sich für Tagesausflügler, Familienferien, Wanderer, Naturfreunde, Alpinisten und Skitouristen.

## Zugang
Die Hütte kann von Montespluga an der Splügenpassstrasse erreicht werden. Alternativ kann man auch von Macolini aus starten, einem Ort bei Madesimo.

## Alpine Gipfel
- Piz d’Emet der Piz Timun (3209 m s.l.m.)
- Piz della Palù  (3179 m s.l.m.)
- Surettahorn  (3027 m s.l.m.)
- Piz Mater (3023 m s.l.m.)
- Piz Spadolazzo (2722 m s.l.m.)

## Übergänge
- Rifugio Chiavenna (2044 m s.l.m.) über den Sterlapass